# HD 164870
HD 164870，又名CD-3512229，SAO 209671、HR 6739，是一颗恒星，视星等为6，位于銀經355.99，銀緯-7，其B1900.0坐标为赤經17h 58m 6.3s，赤緯-35° -7′ 15″。